# Тимперосо (Кротоне)
Тимперосо је насеље у Италији у округу Кротоне, региону Калабрија.
Према процени из 2011. у насељу је живело 25 становника. Насеље се налази на надморској висини од 62 м.